# 海克利爾城堡
海克利爾城堡（英語：Highclere Castle）位於英國漢普郡，始建於1839年，1953年列為英國一級登录建筑。城堡世代由赫伯特（Herbert）家族擁有，城堡現時屬於第八代加拿分伯爵喬治·赫伯特（George Herbert, 8th Earl of Carnarvon）名下。
英國著名的電視劇集《唐頓莊園》（Downton Abbey）就是在海克利爾城堡拍攝，現時海克利爾城堡對外開放。

## 外部連結
- 官方網站 （页面存档备份，存于）